# Tijdlijn van het Romeinse Rijk (499 v.Chr.-300 v.Chr.)
Dit overzicht is mogelijk incompleet; u kunt helpen door het uit te breiden.
Deze tijdlijn van het Romeinse Rijk (499 v.Chr.-300 v.Chr.) geeft de bekendste gebeurtenissen weer van de geschiedenis van het Romeinse Rijk op militair, politiek en cultureel vlak.
In deze periode voert Rome verdedigingsoorlogen uit en zoekt toenadering tot de Latijnse Liga. Rome verovert vervolgens Latium en groeit uit tot de machtigste stadstaat in Italië. 

## Notitie
De datum van overname en toetreding van de Latijnse Liga wordt soms op verschillende datums vastgesteld; volgens sommige bronnen trad Rome toe in 483 v.Chr., volgens andere veel eerder. De overname wordt op 338 v.Chr. geplaatst na de Latijnse Oorlogen, maar de foedus Cassianum legde het leiderschap van Rome ook al voor een stuk vast. Het verschil tussen mythe en waarheid is in dit deel van de Romeinse geschiedenis nog steeds moeilijk te onderscheiden.

## Tijdlijn

### 499 v.Chr.
- Consulaat van T. Aebutius Helva en P. Veturius Geminus Cicurinus.
- Palestrina treedt toe tot de Latijnse Liga en kiest de kant van Rome.

### 498 v.Chr.
- Dictatorschap van Aulus Postumius Albus Regillensis.
- Consulschap van Q. Cloelius Siculus en T. Lartius Flavus.

### 497 v.Chr.
- Consulaat van A. Sempronius Atratinus en M. Minucius Augurinus, bouwjaar van Tempel van Saturnus.

### 496 v.Chr.
- Consulaat van A. Postumius Albus Regillensis en T. Verginius Tricostus Caeliomontanus .
- De Frascati worden door Rome verslagen bij het Meer van Regillus.
- Dood van Tarquinius Superbus in ballingschap in Cumae.

### 495 v.Chr.
- Consulaat van Ap. Claudius Sabinus Inregillensis en P. Servilius Priscus Structus.

### 494 v.Chr.
- Consulaat van A. Verginius Tricostus Caeliomontanus en T. Veturius Geminus Cicurinus.
- Dictatorschap van  Manius Valerius Maximus.
- De Romeinse plebejers krijgen hun eigen tribunus plebis en een aedilis plebis.

### 493 v.Chr.
- Consulaat van Post. Cominius Auruncus en Sp. Cassius Vecellinus.
- Rome en de Latijnse Liga stellen de Foedus Cassianum die de Latijnen het volledige Romeinse burgerrecht verleend. Rome wordt zo leider van de Liga.

### 492 v.Chr.
- Consulaat van T. Geganius Macerinus en P. Minucius Augurinus.

### 491 v.Chr.
- Consulaat van  M. Minucius Augurinus en A. Sempronius Atratinus.

### 490 v.Chr.
- Consulaat van Q. Sulpicius Camerinus Cornutus en Sp. Larcius Flavus.

### 489 v.Chr.
- Consulaat van C. Iulius Iullus en P. Pinarius Mamercinus Rufus.
- De Volsci beginnen een oorlog tegen Rome.

### 488 v.Chr.
- Consulaat van Sp. Nautius Rutilus en Sex. Furius (Fusus?).

### 487 v.Chr.
- Consulaat van T. Sicinius (Sabinus?)en C. Aquillius (Tuscus?).

### 486 v.Chr.
- Consulaat van  Sp. Cassius Vecellinus en Proc. Verginius Tricostus Rutilus.
- Cassius Vecellinus probeert een agrarische wet in de senaat door te voeren.
- Vecellinus wordt beschuldigd voor het opeisen van het koningschap en in het openbaar geëxecuteerd.

### 485 v.Chr.
- Consulaat van Ser. Cornelius Maluginensis en Q. Fabius Vibulanus.

### 484 v.Chr.
- Consulaat van L. Aemilius Mamercus en K. Fabius Vibulanus

### 483 v.Chr.
- Consulaat van M. Fabius Vibulanus en L. Valerius Potitus.

### 482 v.Chr.
- Consulaat van Q. Fabius Vibulanus en C. Iulius Iullus.
- Rome begint een oorlog tegen de Veientes.

### 481 v.Chr.
- Consulaat van K. Fabius Vibulanus en Sp. Furius Medullinus Fusus.

### 480 v.Chr.
- Consulaat van M. Fabius Vibulanus en Cn. Manlius Cincinnatus.
- Rome begint een oorlog tegen de Veii, Volsci en de Aequi.